# Rio Ventuari
O Rio Ventuari é um rio que banha o sudoeste da Venezuela. Tem cerca de 520 km de comprimento e é um afluente do rio Orinoco.
Tem 520 km de comprimento e o seu maior afluente é o rio Manapiare.